# Danh sách máy bay phản lực trong Chiến tranh Thế giới II
Đây là danh sách máy bay phản lực được phát triển trong Chiến tranh Thế giới II:

## Khối Đồng minh

### Anh Quốc

#### Thử ngiệm
- Gloster E.28/39 – 15/5/1941, đây là máy bay đầu tiên bay được động cơ phản lực ở Anh, và cũng là máy bay phản lực sớm nhất cất cánh trong các nước thuộc Khối Đồng Minh thời Chiến tranh thế giới thứ hai.

#### Đưa vào trang bị
- Gloster Meteor – máy bay phản lực đầu tiên đưa vào trang bị của khối Đồng minh, nó được chính thức đưa vào biên chế ngày 27/7/1944. Ngày 4/8/1944, một chiếc Meteor đã bắn rơi những quả bom bay V1 đầu tiên.
- De Havilland Vampire – đưa vào trang bị tháng 4/1945.

### Hoa Kỳ

#### Thử ngiệm
- Bell XP-83 – P-59 thiết kế lại thành máy bay tiêm kích hộ tống tầm xa. Bị hủy bỏ sau khi chế tạo 2 mẫu thử.
- Consolidated Vultee XP-81 – Trang bị động cơ hỗn hợp. 2 mẫu thử được chế tạo, đề án bị hủy bỏ do hiệu năng kém và chiến tranh kết thúc.
- Douglas XBTD-2 Destroyer – BTD Destroyer sửa đổi, trang bị động cơ hỗn hợp, 2 mẫu thử được chế tạo. Đề án bị hủy bỏ do hiệu năng kém.
- McDonnell FH Phantom – Mẫu thử của FH-1 Phantom
- Northrop XP-79 – Mẫu thử được kiểm tra ngày 5/7/1944, đề án bị hủy bỏ năm 1945.

#### Đưa vào trang bị
- Bell P-59 Airacomet – Chiếc máy bay phản lực đầu tiên của USAAF, chưa từng tham chiến, chỉ có 66 chiếc được chế tạo.
- Lockheed P-80 Shooting Star – Máy bay tiêm kích phản lực đưa vào trang bị đầu tiên của USAAF năm 1945.
- Ryan FR Fireball – Mẫu máy bay trang bị động cơ phản lực và cánh quạt trang bị cho hải quân Hoa Kỳ, bay lần đầu ngày 25/6/1944, chưa từng tham chiến. 66 chiếc được chế tạo.

### Liên Xô

#### Thử ngiệm
- Sukhoi Su-5 – Trang bị động cơ phản lực và cánh quạt. 1 chiếc được chế tạo, bay lần đầu ngày 6/4/1945.

#### Đưa vào trang bị
- Mikoyan-Gurevich I-250 – Máy bay tiêm kích trang bị động cơ hỗn hợp sử dụng động cơ cánh quạt và động cơ phản lực. 10-20 chiếc được chế tạo.

## Khối Trục

### Đức

#### Thử ngiệm
- Fieseler Fi 103R – Phiên bản có phi công của Bom bay V-1.
- Heinkel He 178 – Mẫu máy bay tiêm phong sử dụng động cơ phản lực để cất cánh, 27/8/1939.
- Heinkel He 280 – Máy bay tiêm kích phản lực đầu tiên của thế giới, bị hủy bỏ để tập trung vào Me 262.
- Henschel Hs 132 – Máy bay ném bom bổ nhào. Nhà máy do quân đội Liên Xô tiếp quản trước khi thử nghiệm bay được thực hiện.
- Horten Ho 229 – Máy bay tiêm kích flying wing với đặc tính tàng hình.
- Junkers Ju 287 – Thiết kế máy bay ném bom nhiều động cơ; mẫu trình diễn ý tưởng bay ngày 16/8/1944; nhà máy và đề án do quân đội Liên Xô tiếp quản trước khi mẫu thử được chế tạo.

#### Đưa vào trang bị
- Messerschmitt Me 262 – Máy bay tiêm kích phản lực đầu tiên được đưa vào trang bị trên thế giới.
- Heinkel He 162 – Máy bay tiêm kích phản lực thứ 2 được đưa vào trang bị của Luftwaffe.
- Arado Ar 234 – Máy bay trinh sát và ném bom phản lực đầu tiên của Thế giới.

#### Hủy bỏ hoặc chưa hoàn thành
- Focke-Wulf Ta 183 "Huckebein" – máy bay tiêm kích, sử dụng cánh xuôi sau, chưa hoàn thành.
- Heinkel He 343 – máy bay ném bom/trinh sát/Zerstörer 4 động cơ phản lực, thiết kế dựa trên Arado Ar 234.
- Messerschmitt Me P.1101 – Máy bay thử nghiệm, với thiết kế cánh cụp cánh xòe. Hoàn thành ~75% vào cuối chiến tranh, là nguyên mẫu của loại máy ba thử nghiệm Bell X-5 của Mỹ.
- Lippisch P.13a – Máy bay tiêm kích đánh chặn thử nghiệm trang bị động cơ ramjet, có cánh tam giác. Chỉ có mẫu thử kiểu tàu lượn không có động cơ (DM1) được chế tạo.
- Lippisch P.13b – Phát triển thêm của P.13a.

### Ý

#### Thử ngiệm
- Campini Caproni CC.2 – Máy bay thử nghiệm phản lực đầu tiên của Italy.

#### Đề án
- Reggiane Re.2007 – Thiết kế tiêm kích phản lực đầu tiên của Italy.
- Campini Caproni C.A.183bis – Máy bay tiêm kích đánh chặn tầng cao trang bị động cơ piston-thermojet.

### Nhật Bản

#### Đưa vào trang bị
- Kuugisho/Yokosuka MXY7 – "Ohka" Model 11 Type 22 Suicide Attacker – mẫu thử phiên bản phản lực của máy bay kamikaze trang bị động cơ tên lửa, được chế tạo nhưng không thành công khi đưa vào trang bị.

#### Thử nghiệm
- Nakajima Kikka – Máy bay tiêm kích đánh chặn trang bị động cơ tuabin phản lực.

#### Hủy bỏ hoặc chưa hoàn thành
- Kawanishi "Baika" – Máy bay cảm tử trang bị động cơ phản lực xung kiểu Mk.I,II,III (bắt nguồn từ Fieseler Fi-103 R), đề án.
- Kayaba "Katsudori" – Máy bay tiêm kích đánh chặn trang bị động cơ ramjet
- Nakajima "Toka" – Máy bay cảm tử trang bị động cơ tuabin phản lực.
- Heinkel He 162 – A-2 (Tachikawa Ki-162?) – phiên bản tiêm kích phản lực do Nhật chế tạo theo giấy phép của Đức.
- Kugisho/Yokosuka MXY-9 – Máy bay tiêm kích đánh chặn động cơ tên lửa "Shuka".
- Nakajima Ki-201 – Máy bay cường kích/tiêm kích đánh chặn "Karyuu" động cơ tuabin phản lực.
- Kawanishi K-200 – Tàu bay có 6 động cơ tuabin phản lực.
- Yokosuka "Tenga" – Yokosuka P1Y/Ginga – Máy bay ném bom tầm trung "Frances" chuyển đổi trang bị động cơ tuabin phản lực.
- Kugisho/Yokosuka R2Y2 – Máy bay cường kích/trinh sát động cơ tuabin phản lực "Keiun-Kai".